# Walther Kausch
Walther Kausch (Königsberg, 17 luglio 1867 – Berlino, 24 marzo 1928) è stato un chirurgo tedesco che apportò miglioramenti alla procedura di pancreaticoduodenectomia.

## Biografia
Secondo di quattro figli, studiò medicina presso la Friedrich-Wilhelm-Universität a Strasburgo dal 1885 al 1890. Conseguì l'abilitazione alla pratica medica l'8 luglio 1890 ed ottenne un dottorato nel 1891. Dal 1890 al 1892 lavorò presso la clinica neurologica-psichiatrica diretta da Friedrich Jolly (1844-1904) e Karl Fürstner (1848-1906), in seguito tra il 1892 e il 1896 frequentò la clinica medica diretta da Bernhard Naunyn (1839-1935). Dopo essere abilitato alla medicina interna nel 1896, cambiò specializzandosi nella chirurgia. Dal 1896 al 1906 lavorò presso la clinica chirurgica universitaria a Breslavia, sotto la guida del professore Jan Mikulicz-Radecki (1850-1905). La clinica chirurgica a Breslavia era una delle più grandi nel suo tempo.
Kausch venne abilitato alla chirurgia nel 1899, diventando professore titolare tre anni più tardi. Nel 1905 venne nominato direttore medico e capo del reparto di chirurgia I dello Städtisches Augusta-Viktoria-Krankenhaus di Berlino, incarico che mantenne fino alla morte, avvenuta il 24 marzo 1928, per embolia polmonare dovuta ad appendicite perforante.